# Подъяпольская, Елена Петровна
Елена Петровна Подъяпольская (1895—1986) — советский историк, источниковед, археограф. Кандидат исторических наук.

## Биография
Родилась в Саратове. Отец был врачом, в 1920-е года занимал должность профессора медицинского факультета Саратовского университета.
В 1913 году Подъяпольская окончила 1-ю Саратовскую женскую гимназию. В 1914—1917 годах обучалась на Московских высших женских курсах. Также занималась на семинарах Михаила Михайловича Богословского, Владимира Ивановича Пичеты.
В 1920—1922 годах работала в Саратовском губернском статбюро и местном губернском архиве. В 1920—1924 продолжила обучение на историческом отделении педагогического факультета Саратовского университета. В 1924—1929 годах училась в аспирантуре при Нижне-Волжском краеведческом исследовательском институте. Важное значение в научной деятельности сыграл её учитель Павел Григорьевич Любомиров. В его семинарах она изучала ревизские сказки Саратовской губернии, историю крепостного помещичьего хозяйства XVIII в. В 1920-е гг. участвовала в мероприятиях по реформированию музейного и архивного дела.
С 1930 по 1935 была учёным секретарем Кабинета истории планирования в Научном институте планирования при Госплане СССР. В 1935—1938 годах работала в архиве ГИМа, обрабатывала архивы князей Голицыных.
В 1946 году при участии Подъяпольской был издан 2-й выпуск седьмого тома издания, прерванного в 1918 году.
В 1986 году умерла в Москве. Похоронена на Донском кладбище.